# ハンドレッド (小説)
『ハンドレッド』（Hundred）は、箕崎准による日本のライトノベルおよびそれを原作としたメディアミックス作品。イラストは大熊猫介。GA文庫（ソフトバンククリエイティブ→SBクリエイティブ）より2012年11月から2018年10月まで刊行された。また、テレビアニメが2016年4月から6月まで放送された。

## あらすじ
謎の地球外生命体・サベージの襲撃を受け続ける人類。対抗手段は同じく地球外よりもたらされた隕石から生み出された力・ハンドレッドだけだった。
ある事情からハンドレッドの使い手たる武芸者（スレイヤー）を育成する機関・海上学園都市リトルガーデンに入学した如月ハヤトは、ルームメイトのエミール・クロスフォードら仲間たちと協力し、人類を守るための戦いへと身を投じていく。

## 登場人物
声優は、特記がない限りアニメ版・ドラマCD版共通。

### 主要人物
如月 ハヤト（きさらぎ ハヤト）
声 - 長谷川芳明、加藤敦子（子供時代）
本作の主人公。高等部武芸科1年生→2年生。皇国ヤマト出身。
ハンドレッドはシュヴァリエ型《飛燕（ヒエン）》。武装はブレード。
後述の事件で両親を亡くし、中学までは養護施設で育ったが、妹のカレンの治療と施設への経済的支援を受けるべくリトルガーデンに入学する。幼少期に第二次遭遇でサベージに襲われたエミリアから毒素を吸い取ろうとしたことでヴァリアントになっており、その影響で歴代1位という非常に高いハンドレッド反応数値を持つことから周囲に注目されている。2年進級時に、エミリアと共に生徒会副会長に就任した。
幼少の経緯からエミリアを強く意識している一方、クレアにも同等の好意を持ち、二人の間で揺れ動くことになる。ルナルティア基地では遂にエミリアと結ばれるものの、クレアに対してはまだ正式な返事もしていないので動向は不明。
ルナルティア基地でのセリヴィアとの戦いでは自ら英雄になる決意を固めてリザと共に時空間でセリヴィアを撃破する。その後はリザと共に宇宙を彷徨い、新惑星ノートルダムに救助されてそこの人々との一年の交流を経てリザと共に幼児化したセリヴィアとセリヴィアの子孫であるイリナを連れて地球へ帰還する。
帰還後のサベージの本拠地を攻撃するセーブ・ザ・ユニバース作戦ではその任務を完遂するが、度重なる無理がたたり身体が限界を超えたために武芸者を引退する。
エミリア・ハーミット
声 - 大久保瑠美
本作のヒロインの一人。高等部武芸科1年生→2年生。ブリタニア連邦・グーデンブルグ王国出身。一人称は「ボク」。
ハンドレッドはイノセンス型《全てを覆い隠す霧（アームズシュラウド）》。エミリア自身の意思で、砲台や槍、レイピアなどあらゆる形状の武装に変形する万能型。
幼いハヤトがグーデンブルグに滞在していた頃に知り合った幼馴染で初恋の相手だったが、第二次遭遇でサベージに襲われ重傷を負ったことがきっかけでヴァリアントになる。その後は治療がきっかけで知り合ったシャロの協力でハンドレッドの使い方を学び、ハヤトがリトルガーデンに入学することを知ると男装しエミール・クロスフォードと名乗って自らも入学、彼との再会を果たした。
ハヤトからは良家の出身だと思われていたが、その出自はグーデンブルグの第三王女・エミリア・グーデンブルグ。正妻の子でないことなどの出自からその存在を隠されていたが、政略結婚の道具にされそうになり故郷を出た。父の病気を機に一時帰国を決意し、同時にリトルガーデンでも出自を公表した。2年進級時に、ハヤトと共に生徒会副会長に就任した。
ルナルティア基地の戦いのさなか、ハヤトのヴァリアントウイルスを補う意味も込めて肉体関係を持つに至り、最後の戦いの後にハヤトやクレア同様既に身体が限界を超えていたこととハヤトの子を身籠もっていたことから、武芸者を引退する。
クレア・ハーヴェイ
声 - M・A・O
本作のヒロインの一人。高等部武芸科3年生→卒業。リベリア合衆国出身。リトルガーデンの艦長であり、学生すべてを束ねる生徒会長だったが、卒業前にリディを後任の生徒会長兼リトルガーデン艦長に指名した。
ワルスラーン社の会長を父に持つ令嬢であり、武芸者として高い実力を持つがゆえに、ノブレス・オブリージュを信念としている。
ハンドレッドはドラグーン型《気高き戦姫（アリステリオン）》。手持ちの大砲の他、複数の浮遊砲台による砲撃を行う。
ハヤトとのデュエルがきっかけで、彼の存在は日々大きくなっていき、監視カメラ映像などで彼を監視したりするなど、遠回し的なハヤトへの好意が見受けられる。「籠の鳥」作戦において、《飛龍型》のサベージを倒すためにLiZAの作戦によりハヤトとのキスでヴァリアントウイルスを受け取り、疑似的にヴァリアントとなる。全世界武芸大会でラスィーヤチームとの闘いで、ヴァリアントであるツェザーリとの闘いの時にハヤトから受けたヴァリアントの力が再び覚醒。これがきっかけで、ハヤトへの恋心をはっきりと自覚する。その後、エミリアと親しくする姿を見て身を引く決意をするも、諦めきれずに彼の故郷である皇国ヤマトにハヤトと共に出向き、リザの後押しもあって彼との仲を深めていく。リザが目覚めた時には、彼女の画策により自分の実家の自室にてハヤトと一夜を過ごすことになる。そこで彼の気持ちと彼のヴァリアントウイルスを求めて彼とキスをし、一線を越えかけるも、こんな形ではエミリアに勝ったことにならないとキスだけで踏みとどまった。
しかし、エミリアへの対抗心から来る焦りは募る一方であり、ルナルティア基地ではそれをセリヴィアにつけ込まれてしまい、エミリアの前に立ちはだかるが敗れ去る。その後、意識を取り戻してハヤト、エミリアと共にセリヴィアに戦いを挑み、事件終結後はワルスラーン社社長、リトルガーデン艦長、ルナルティア基地議長を兼任することになるが、ワルスラーン社の業務は後にシャーロットに委ねることになる。
セーブ・ザ・ユニバース作戦にも参加するが、その戦いで元々右肩下がりだったハンドレッドの適正値と既に限界だった身体の状態もあり、後進の育成のために武芸者を引退する。引退から15年経った後でもハヤトのことを諦め切れておらず、独身を通している。
霧島 サクラ（きりしま サクラ）
声 - 吉岡茉祐
本作のヒロインの一人。世界的歌姫であるアイドルで、幼い頃にハヤトとカレンに出会っている。
ワルスラーン社に所属していたヴィタリーが生み出した人工ヴァリアントの生き残り。《日出る国の巫女姫（オリエンタル・ウィザード）》と呼ばれている。
ツヴァイ諸島でハヤトがサベージを倒したことで彼に興味を持ち、ボディガードとして指名する。その時点でハヤトに様々なアプローチをしており、二人でツヴァイ峡谷を回っているときに彼が、《第二次遭遇》で出会った少年であること、自分と同様にヴァリアントになっていることを知り、彼への好意を決定的なものにした。それ以降、アイドル活動をしていない間はリトルガーデンでハヤトと行動を共にしており、エミリア同様ハヤトへの好意を隠そうとしていない。
しかし、ルナルティア基地での事件の頃にはハヤトの気持ちがエミリアとクレアの間で揺れていることを察し、事件終結後にハヤトを中心に幼い頃の自分とカレン、現在のエミリアとクレアをモデルとした歌をカレンと共に披露した。
ハンドレッドはフィールド制御型《妖精の紡ぐ物語（フェアリー・フェアリーテイル）》。空間に作用する珍しいタイプで、周囲の空気を操作することで簡易ながら飛行が可能。
15年後ではアイドルを引退し、通常の歌手として活動している。
如月 カレン（きさらぎ カレン）
声 - 奥野香耶
本作のヒロインの一人。ハヤトの妹。一人称は「カレン」。
幼い頃から病気がちであり、ハヤトのリトルガーデン入学が決まってからはリトルガーデン内の施設に入院していた。後に武芸者としての適正を見出され、アイドル活動を始めると同時にリトルガーデン中等部2年に編入した。10巻で、中等部3年生に進級した。
ハンドレッドはフォーチュン型《奇跡の聖符（ディヴァイン・カード）》。複数のカードで構成されており、カレンの望みに応えてカードが武装や能力を自動決定する。
兄妹でありながら、兄、ハヤトに強い好意を持ち、彼に女の影がちらつくことを極端に嫌がる。《第二次遭遇》でサクラと出会っており、彼女が歌っていた歌を口ずさむようになる。サクラと再会してからは、彼女の妹分として彼女と一緒にいるようになる。しかし、サクラがハヤトにアプローチするのは抵抗を示している。
アイドルデビュー後は、《リトルガーデンの小さき魔女（リトル・リトル・ウィッチ）》の異名をとるようになる。
15年後ではサクラ同様にアイドルを引退して通常の歌手として活動している。
LiZA / リザ・ハーヴェイ
声 - 大森日雅
クレアの妹であり、最初のヴァリアント。
母親であるリニス・ハーヴェイによって受精卵に遺伝子操作を施し、そこにサベージの体液を注入され再び母のもとに戻され生み出された《造られし子供（デザイナーベイビー）》。これによって生まれながらにして人類最初の《感染者（ヴァリアント）》となった。そのため、生まれたときから武芸者として異常ともいえる才能を発揮していたが、サベージによって危機に瀕したまだ幼いクレアを救うため禁断の能力を使いクレアを救うもヴァリアントウイルスを制御できず倒れ、リトルガーデンの地下で生命維持装置の中で眠り続けている。眠っている間にも膨大なエナジーを放出し続けており、それをリトルガーデンの動力源として利用している。
装置の中で眠っているが意識は存在しており、自らの意識をリトルガーデンのメインコンピュータに接続し、自分の言葉をコンピュータのログで表している。また、彼女の意思は、リトルガーデンの《最高意思決定機関（LittleGarden Zenith Agency）》、通称LiZAとして呼ばれており、対外的には自立型のコンピュータということになっている。
ヴィタリーのテロ事件ではエナジー体としてハヤトの前に現れ、彼を主人公（ヒーロー）として彼にキスをして自分のエナジーを分け与えた。ホムンクルス・ジョーカー襲来では、カレンの中にエナジーが残っており、彼女のハンドレッドにてエナジー体として召喚され、ジョーカーを消滅させる。そこでクレアと再会した。
全世界武芸大会以降はエナジー体としてリトルガーデン内を徘徊しており、ハヤトへの恋心を弄んでいるクレアの様子を見て、クレアとハヤトの仲を進展させるべくカレンにキスをしてエナジーを渡し、共にヤマトに向かった。ヤマトからの帰還後は完全に意識を取り戻し、クレアと生身での再会を果たす。その直後にクレアにハヤトと共に実家に帰ることを要求し、結果クレアとハヤトに同じ部屋で一夜を過ごさせることに成功した。ジュダルやクレアと共に月に行った後、ルナルティア基地の動力を賄うべく、再び装置の中に戻った。
長年リトルガーデンのメインコンピュータと繋がり知識を拡張してきたため、幼い外見ながら、精神は姉のクレアより老獪になっており、特にハヤトとクレアの仲の進展を企む際にはかなり奔放な振る舞いでクレアを怒らせている。
レイティア・サンテミリオン
声 - 大坪由佳
高等部武芸科1年生→2年生。リベリア合衆国出身。小柄で活発な少女。フリッツの幼馴染で、彼を異性として意識している。
三次遭遇では自分とフリッツが武芸者になるきっかけとなった男性の死に直面して、怒りから全身武装の展開が可能となる。以後、武芸者として戦い続けることを誓う。
ハンドレッドはマーシャルアーツ型《獣王武神（ストライクビースト）》。
15年後にはフリッツと結婚して一児の母となり、娘の訓練の相手を務めている。
フリッツ・グランツ
声 - 羽多野渉
高等部武芸科1年生→2年生。リベリア合衆国出身。武芸科男子寮の1年代表。
ハンドレッドはロングシューター型《難攻不落の要塞（ストロングホールド）》。機動力に難があるかわりに遠距離狙撃に優れる。
金髪長身の青年で、付き合いの長いレイティアをいつもからかっている。
ルナルティア基地の事件終息後は負傷に加え自分の能力に限界を感じて前線を退き、諜報など後方支援任務が主となっている。
15年後にはレイティアと結婚して一児の父となっている。

### リトルガーデン生徒会
クレア・ハーヴェイ
リトルガーデンでの生徒会長であり、リザの姉である。
リディ・スタインバーグ
声 - 衣川里佳
高等部武芸科2年生→3年生。リベリア合衆国出身。リトルガーデン生徒会・副会長の一人だったが、3年進級時にエリカの後任として生徒会長兼リトルガーデン艦長に就任した。
ハンドレッドはファランクス型《漆黒の天槍（ミドルガルドシュランゲ）》。
貧しい母子家庭で育ち、生活のために軍への入隊を目指していたが、その実力をクレアに買われ彼女の右腕になる。それだけにクレアへの尊敬の念は強く、生徒会選抜隊に誇りを持っている。
エリカ・キャンドル
声 - 牧野由依
高等部武芸科2年生→3年生。リベリア合衆国出身。リトルガーデン生徒会・副会長の一人だったが、3年進級時にエリカと共に月面のルナルティア基地に同行する為に生徒会を辞任した。
ハンドレッドはアルセーヌ型《絶対運命の鎖（エヴァーラスティング）》。
一般家庭の出身だが、数年前にサベージの襲撃から助けてくれたクレアにあこがれ、リトルガーデン設立と同時に入学した。クレアへの感情は崇拝に近い。

### リトルガーデン関係者
シャーロット・ディマンディウス
声 - 松来未祐→堀江由衣
リトルガーデン技術主任。通称はシャロ。一人称は「ボク」。
飛び級で大学を出た天才だが、10代半ばを過ぎても子供のような容姿のままであり、周囲からはそれを揶揄する意味で「神童」と呼ばれる。エミリアとは旧知の仲で、彼女の入学時の裏工作をはじめとして便宜を図っている。
メイメイ
声 - 今村彩夏
シャーロットの助手。その正体はリニスが開発したアンドロイド。
柏木 ミハル（かしわぎ ミハル）
声 - 芳野由奈
カレンの担当看護師。穏和な巨乳美女。
作中でもトップクラスの巨乳であり、性格は絵に描いたような「心優しい看護師」然としており、初対面で、思わず彼女の胸を凝視し、照れてしまったハヤトに気付いても、ただ優しく微笑んでいた。
クリス・シュタインベルト
声 - 加藤英美里
中等部2年生の男子生徒。クレアの付き人で、リトルガーデンの若き主任戦略分析官。10巻で、中等部3年生に進級した。
15年後にはワルスラーン社の社長に就任しており、当時から秘書だった女性との結婚を意識している。
劉雪梅（リュウ・シュエメイ）
声 - 鈴木絵理
秦帝国出身の女生徒。高等部武芸科1年生→2年生。
ノア・シェルダン
声 - 久保ユリカ
リベリア合衆国出身の女生徒。高等部武芸科1年生→2年生。ヤマト系。
アルフォンス・ブリュスタット
声 - 野島健児
フランソワ王国出身の小太りの男子生徒。高等部武芸科1年生→2年生。
クロヴァン・オルフレッド
声 - 髙木裕平
ハンドレッドを狙う密猟者。3人組のリーダー格。
かつて武芸者に虐げられたことから武芸者を憎み、ヴィタリーとの取引で人工ヴァリアントとなった。
ハンドレッドはクラッシャー型《叛逆の双刃（オルトロス・リベリオ）》。
当初はハヤトたちと敵対していたものの、秦帝国でのサベージ討伐で共闘する。その後はリトルガーデンが身柄を預かるかたちになり、苗字がなかったことからクレアに「オルフレッド」の姓をもらい、ナクリーと共にリトルガーデン中等部3年に編入することになった。10巻で、高等部武芸科1年生に進級した。
ネサット・オルフレッド
声 - 大西沙織
クロヴァンの姉。
過去に受けた暴行により右目の視力を失い、ハンドレッドを義眼として埋め込んでいる。
ハンドレッドはトレース型《真理の瞳（トゥルース・アイ）》。右目で視認した武装をコピーする。
ヴィタリーのテロで暴走状態に陥った際にハヤトに助けられたことから、ハヤトに恋心を抱くようになる。後にリトルガーデン高等部武芸科1年に編入し、10巻で高等部武芸科2年生に進級した。
ナクリー・オルフレッド
声 - Machico
3人組の妹分。ネサット、クロヴァンの姉弟とは親戚の間柄。当初は二人とは別々の場所で囚われており、金持ちの男に汚されそうになったところをクロヴァンたちに助けられる。その際ヴィタリーから一緒にいたければ人工ヴァリアントになれと要求され、これを受け人工ヴァリアントとなった。
ハンドレッドはダンサー型《双剋の武輪（デュオ・ヴァルガ）》。
全世界武芸大会での活躍後、クレアからルナルティア基地勧誘の際に、母親が生きていることを知らされ、母親と再会することになる。そこで母親からネサット、クロヴァンと共に一緒に暮らすことを提案されるが、母親とその新しい家族を守るために、ノブレス・オブリージュを果たすためにルナルティア基地へ行くことを決意する。
後にクロヴァンと共にリトルガーデン中等部3年に編入し、10巻で高等部武芸科1年生に進級した。
スフレ・クリアレール
声 - 佐藤利奈
サクラのマネージャー兼所属事務所の女性社長。元々はシャロの同僚の技術者で、病を患っていた頃のサクラの治療を担当していた。
剣崎 トウカ（けんざき トウカ）
剣崎リュウセイの姪である巨乳の女の子。剣術が得意で、かつてはハヤトをライバル視していたが、第三次遭遇を経て一転して「新師匠」と慕うようになる。生まれつきヴァリアントウィリスを受け付けない特異体質で、自然にNバリアを身に纏った状態でもあり、サベージのエナジー攻撃を無効化する。その特異体質にシャーロットが注目し、刀にしか変形しない紛い物のハンドレッド《北斗・改》を与えられた上で、リトルガーデン中等部3年に編入を許可された。10巻で、高等部武芸科1年生に進級した。
15年後にはハヤトとエミリアの息子であるカイトの稽古をつけている。
石動 リュート（いするぎ リュート）
10巻にてクロヴァン、ミライたちと共に高等部武芸科に入学した少年。皇国ヤマト出身。
ハンドレッドはシュヴァリエ型《龍牙（りゅうが）》。ハヤトやトウカ同様刀の形をとる。
顔だちはノアや雪梅からハヤト似ているが、ハヤトよりかわいい顔だちで弟のようだといわれている。以前トウカが修行のために立ち寄った立花道場でトウカと試合をし、敗れている。その際トウカに憧れを抱き、入学式の翌日にリディの発案でトウカと戦うことになる。トウカの残影斬を受けて立ち上がるほどの気力を見せたが結局闘うことができずに降参する。その際トウカに実力を認められ、弟子として迎えられる。本人としてはトウカより強くなった暁には彼女に交際を申し込むつもりのようだが、うまく言い出せず、またトウカも恋心を全く理解していないので周囲からは同情されている。また同じくトウカの弟子であるレベッカからはトウカの純潔を狙っていると怒りの声を上げた。
アイラ・エルスヴァティ
10巻にてクロヴァン、ミライたちと共に高等部武芸科に入学した少女。スーヴェリア王国の貴族の家柄。噂ではヴァンパイアの血族と言われている。女王様口調で性格も尊大。一人称は「我」、「わらわ」。
ハンドレッドはドラグーン型《闇を統べる女王（ダークネスクイーン）》。蝙蝠の形をした浮遊砲台（アイラ曰く眷属）を4つ展開する。その形状にアルフォンスから親近感を抱かれるが、本人は「眷属と呼んでいるが単なる砲台」として扱っている。
自前でヴァリアブルスーツを作っており、真っ赤なリボンにフリルのついた真っ黒なスーツという異様なスーツを着用している。
クレアに憧れを持っており、クレアに目をかけられているサンゴに試合を申し込み、その立場を奪おうとする。善戦するも、サンゴの策にはまり敗北してしまう。その後クレアの妹分になれないのならその妹分になればいいという理由でサンゴをお姉さまと呼び出し、以後付きまとうようになる。

### ワルスラーン社
ジュダル・ハーヴェイ
声 - 細谷佳正
ワルスラーン社の社長で、クレアたちの兄。
母リニスが患っていたのと同じ不治の病に罹っており、生きている間に「月の大統領になる」という幼き日に抱いた夢を叶えるべく暗躍する。
女性関係は多いが、幼い頃に死亡した初恋の女性エストが今でも彼の中では一番を占めており、ヴィタリーやネヴェアもそれを承知している。
自分に興味のなかった母リニスと違い自分を応援し夢を信じてくれたエストには打算なしで感謝する純真無垢な少年であった頃もあり、エストを母代わりに慕う気持ちは恋心へと変化していた。
ビル・ハーヴェイに恨みを持つ報復活動によってエストが命を落として以降は「月の大統領になる」という野望のために全てを費やしているが、時折エストと過ごした日々を夢で思い出すなど苦悩の日々を送っている。
ビル・ハーヴェイ
ワルスラーン社の会長で、クレアたちの父親。亡き妻リニスともう一度再会する為にタイムマシンの開発を続け、10巻の終盤でルナルティア基地で遂に完成させるが、直後にタイムマシンを狙うセリヴィアに暗殺された。
ヴィタリー・トゥイニャーノフ
声 - 朴璐美
サクラやクロヴァンたちを人工ヴァリアントにした女性天才科学者。ラスィーヤ連邦出身。24歳。血液型はAB型。
かつてワルスラーン社に所属し、ジュダルとは男女の仲にあったが、彼の方針に反対したため左遷され、人工ヴァリアントの研究に手を出し投獄された。その後テロリストの手を借り脱走し、ジュダルへの愛憎混じりの復讐のため人工ヴァリアントやサベージの研究を行なっていた。
4巻で人工サベージを率いてリトルガーデンへ侵攻し、自身は中枢部のリザを狙うが、ジュダルに射殺された。その後、摘出された脳をコンピュータにつながれ、ジュダルの野望のために利用されることになる。
本人は女としてジュダルと接触することが適わない不満を持ちながらも、今がもっとも充実している模様。
ネヴェア・グラウス
ワルスラーン社でジュダルのボディガードを務める武芸者の女性。鋭い目つきとショートヘアが特徴。
ジュダルの愛人でもあるが、自分が本当にジュダルに愛されていないことを知りながらもジュダルとは肉体関係を持ち続ける程に熱愛している。
ルナルティア基地に赴く頃には既にジュダルの子を身籠もっている。
エスト・シュタインベルト
幼少時のジュダルやクレアの世話をしていたクリスの姉。昔から月を眺めるのが好きであった。故人。
母子家庭で育ち、リニスの研究助手であったが、母の死亡時にリニスの計らいで子供達の世話と教育を任されることとなる。幼い頃に母に殆ど構って貰えなかったジュダルにとっては姉であり、母でもあった女性であり次第に恋心を抱くようになる。しかし、ビル・ハーヴェイに恨みを持つ報復活動によって命を落としてしまう。
ジュダルの「月の大統領になる」という野望は幼い日の彼女との約束であり、全てをそのために費やしている。
彼女の死はジュダルのトラウマとなっており、ヴィタリーやネヴェアが本当に愛されていないこともそこに起因する。

### ブリタニア連邦

#### グーデンブルグ王国
グラナルド・グーデンブルグ
ブリタニア連邦の宗主国であるグーデンブルク王国の国王で、エミリアの父親。
クラウディア・ローエッティ
声 - 赤﨑千夏
ブリタニア統合軍兼グーデンブルグ軍の軍人である女性武芸者。グーデンブルグ王家の遠縁にあたり、その生まれからエミリアとは昔馴染みである。
第二次遭遇後、エミリアが秘密裏に夜中にハンドレッドの練習をしていたところを目撃したことで、エミリアの境遇を知っていたこともあって彼女の練習相手を務めることになり、そのおかげでグーデンブルグ軍に武芸者として入隊できた。その経緯から、エミリアに友人以上の感情を抱いている節があり、彼女と交際しているハヤトを邪魔者扱いしている。
ハンドレッドはクラッシャー型《薔薇の鉄球（デューター・ローズ）》。
ジェラード・キルフェルタール
グーデンブルク王国の高官で、エミリアのお目付け役でもあった。
ブラット・フィッツロイ
ブリタニア連邦の首相。年齢は60代。
ウェンズ王国のダグラスから賄賂、闇金を受け取り彼のクーデターに協力していた。ダグラスとハヤトとの決闘でダグラスに協力し、自らの権力を駆使してハヤトたちを妨害する。しかし、ダグラスの敗北と共に彼の悪事も知られ、最後まで足掻き続けたが、言い逃れできずテロリストとして裁判にかけられ、立場を失ってしまった。

#### ウェンズ王国
ダグラス・エドワード・ウェンズ
ウェンズ王国第三王子。エミリアの婚約者。
ハンドレッドはシュヴァリエ型の《真紅の栄光（レッド・グローリア）》。さらにふたつのハンドレッドを同時展開する「デュアル・アクト」を使用できる。
エミリアのグーデンブルグ帰国と婚約破棄を聞きつけグーデンブルグを訪問し、婚約破棄のかわりにハヤトに決闘を申し込む。
ウェンズ王国を田舎者と見下すグーデンブルグ王国を憎悪し、ウェンズ王国の軍のトップに上り詰めたあと、クーデターを起こし、ブリタニア連邦の宗主国をウェンズ王国にしようと画策し、グーデンブルグの首相・ブラットを買収し暗躍した。自分との婚約を破棄したエミリアへの報復に、決闘中の事故を装いハヤトを抹殺とヴィタリーの開発したホムンクルスであるジョーカーを利用したリトルガーデンへのテロを目論んだが、エミリアとサクラの尽力により失敗し、テロリストとして裁かれることになった。
その後、全世界武芸大会でクラウディアとチームを組み参加。経緯は不明だが、過去の遺恨を乗り越えハヤトたちと和解し、テロリストたちから身を挺してカレンを救い出した。再会した際に、エミリアからもいい顔をするようになったと認められた。

### 皇国ヤマト
瑠璃姫（るりひめ）
皇国ヤマトの第一皇女。幼少の頃にグーデンブルグを訪れた際にエミリアと知り合い、親しくなった。
木崎 リョウコ（きざき リョウコ）
ハヤトとカレンが両親を失った後に引き取られた児童養護施設の施設長で、初老の女性。
剣崎 リュウセイ（けんざき リュウセイ）
如月ハヤトの剣術の師匠で、剣崎トウカの叔父。かつては兄のホクトと共にサベージと戦っていたが、体を壊し一線から退いた。
葛籠 ミライ（つづら ミライ）
皇国ヤマトに在籍する武芸者の少女。ワルスラーン社ヤマト支部のモトマツ基地に所属している。関西弁の口調で話す。黒髪のおかっぱ頭。性格は結構図太く、年上相手でも遠慮なくからかったり、他人の恋愛模様を面白そうに観察するなど、シャーロット同様に面白いもの好き。同じヤマトの武芸者であるサンゴとは仲が良く常に一緒に行動している。
《第三次遭遇》でリトルガーデンから派遣されてきたハヤトと共にヤマトで防衛線を務める。そのときの活躍がハヤトからクレアに伝わったことがきっかけでクレアに目をかけられるようになり、全世界武芸大会で出場した際にクレアからリトルガーデンへの勧誘を受け、サンゴと共に了承した。
翌年の春にサンゴと共に飛び級でリトルガーデンの高等部武芸科一年に進級した。
来海 サンゴ（くるみ サンゴ）
皇国ヤマトに在籍する武芸者の少女。クレアに憧れており、口調もクレア同様にお嬢様口調で、髪型も頭の右側をクレア同様縦ロールにしている。眼鏡をかけている。
《第三次遭遇》でリトルガーデンから派遣されてきたハヤトと共にヤマトで防衛線を務める。その際ハヤトがクレアとの決闘でクレアの胸を揉んだということから彼に嫉妬心をむき出しにして食って掛かっていた。ミライ同様そのときの活躍がハヤトからクレアに伝わったことがきっかけでクレアに目をかけられるようになり、全世界武芸大会でクレアと念願の出会いを果たす。試合で負けてしまい落ち込んでいたが、その実力をクレアに認められ、クレアからリトルガーデンへのスカウトを受け大喜びで了承した。
クレアがハヤトたちと共にヤマトに来た際にはクレアが月へ行くという噂をクレア本人に確認し、クレアに惜しまれながらも、実力が付けばルナルティア基地へ勧誘するという言葉にさらなる研鑽を誓った。さらに、リザのエナジーに引き寄せられてきたサベージたちの掃討をクレアと共に行うことになった際には、感激のあまりサベージに感謝しようとしてミライに突っ込まれた。
翌年の春にはミライと共にリトルガーデンの高等部武芸科一年に進級した。その翌日には新会長となったリディの発案で、自分同様クレアを慕うアイラと戦うことになり、何発か攻撃を食らいながらも勝利してみせた。しかしその際どういうわけか当のアイラからお姉さまと迫られるようになってしまう。
ミライ、アイラと共に食事をとっていた時にノアと雪梅、アルフォンスから声をかけられ、その際にはクレアとハヤトの恋路に恥ずかしながらも興味で、ほかにハヤトに好意を持つ女性陣たちの話で盛り上がっていた。
霧隠 ユミナ（きりがくれ ユミナ）
忍びの血を引くと言われる皇国ヤマトの武芸者の女性。
《第三次遭遇》でリトルガーデンから派遣されてきたハヤトと共にヤマトで防衛線を務める。その際ハヤトの活躍を見て、彼が噂のヴァリアントではないかと疑問を抱く。
全世界武芸大会ではヤマトチームで唯一勝ち星を挙げる。その際リトルガーデンへ行くことが決まったミライとサンゴに激励の言葉を贈った。
東雲 ミカ（しののめ ミカ）
ワルスラーン社ヤマト支部モトマツ基地所属の女性。ワルスラーンフェスタで武芸者としての資質を示したハヤトをスカウトしてリトルガーデンへの進学を進めた人物。《第三次遭遇》の際は、リトルガーデンの応援にハヤトを指名した。

### フランソワ王国
ミュリエル・シャントゥール
全世界武芸大会に参加したフランソワチームの主将。
フランソワ王国のアイドル的存在で《白百合の姫騎士（プリンセス・リリィ）の異名を持つ。リトルガーデンとの闘いで、クレアと完全武装同士の戦いを繰り広げた末に敗れた。
ハンドレッドはファランクス型の《穢れなき守護騎士の魂（リリィ・フランカ）》。白い薔薇をかたどった槍と盾の形態で、完全武装すると盾に似た浮遊砲台が両肩の上の部分に現れる。
ルイーゼ・クローセル
フランソワチームの副将である女性。
ミュリエルに心酔しており、武芸者の中で圧倒的人気を誇るクレアに嫉妬し、大会でクレアを打ち倒すことを目的としている。自信家で、エリカとの対戦前にクレアに対し不遜な態度をとったため、逆に彼女に戦闘の末に《絶対運命の鎖》に縛りあげられた上に自分がクレアにしようと公言した辱めを受ける羽目になり、降参する。
ハンドレッドはシュヴァリエ型の《閃光の斧剣（ルクシオン）》。

### ラスィーヤ連邦
ツェザーリ・グラヴィン
ラスィーヤ連邦の武芸者で階級は少佐。全武芸大会にラスィーヤチームのリーダーとして参加した。過去にサベージから受けた傷を乗り越えヴァリアントとなっている。
戸籍上の名前を変えており、本名はヴァシリー・トゥイニャーノフ。ヴィタリーの実弟である。姉がジュダルに利用され捨てられたことで、自身も犯罪者の身内として迫害を受けたことからジュダルを憎み復讐を誓っていた。ヴィタリーの研究成果を利用し、部下のエレーナとゲルトを人工ヴァリアントとして部下としている。
リトルガーデンとの闘いで、エレーナとゲルトを倒され、自身もクレアとの戦いで戦況を優位に進めるも、クレアがヴァリアントの力を使ったため、敗北による責任を恐れて棄権した。人工ヴァリアント製造の罪を自分に着せようとするフロロフを始末するも、その様子を見ていたジュダルが神聖教会と結託し、彼による暗殺を受ける。自分の目前に現れたジュダルによって姉、ヴィタリーと再会するも、ジュダルのために自分を切り捨てられ激昂する。その直後、神聖教会の刺客により首を落とされ死亡した。
エレーナ・スカルニコア
ラスィーヤチームの紅一点。階級は大尉。冷たい雰囲気と豊満な肉体の美女。
ツェザーリに恋心を抱き、彼と共に歩むため、人工ヴァリアントとなり彼の部下となった。リトルガーデンとの闘いでエミリアと勝負し、ヴァリアントの力を行使するも敗れる。
ツェザーリが謀殺された後、武芸大会時の記憶の混乱を装ってラスィーヤの有力者に身体までも使って取り入り、月のルナルティア基地に赴き、ツェザーリを殺したジュダルへの復讐を誓う。
ゲルト・アブラモビッチ
ラスィーヤチームのメンバー。階級は中尉。
大柄な体格を有しており、性格も傲慢で好戦的。過去体格の良さからあらゆる喧嘩に勝利し、女や取り巻きたちに囲まれていたことが彼の自尊心の源となっており、ハンドレッドや武芸者の登場により、強者の立場にいられなくなったことに荒み、暴力沙汰を起こす。そこでツェザーリと出会い、彼の下につくことを条件に人工ヴァリアントとなる。全武芸大会の個人戦で、トウカとの試合で彼女に追い詰められたことでヴァリアントの力を使い、トウカを徹底的に痛めつけた。リトルガーデンとの闘いにおいてハヤトと戦うも、ヴァリアントの力を使ったハヤトに敗北。その後、勝利への執着からヴァリアントウイルスを暴走させハヤトに襲い掛かろうとしたが、体が耐え切れずに倒れた。その後、死亡が確認された。

### 神聖教会（ピューリタリア）
セリヴィア・ノートルダム・パウロ三世
一国の王と同等の権力を持つ《神聖教会（ピューリタリア）》の現教皇。アイドルであるサクラすら圧倒する美貌を持つ女性であり、クレアを凌ぐ超巨乳。予言の力を持つとされ、高確率で的中している。
ハヤトとエミリアのグーデンブルグ訪問と同じときにグーデンブルグにグラナルド王の見舞いに訪れていた。ハヤトとダグラスの決闘においてダグラスの工作を見抜きハヤトに伝えた。決闘の後、ダグラスとブラットの不正工作を摘発した。
全世界武芸大会で神聖教会チームとして参加し、ブリタニア連邦を下し、決勝戦でリトルガーデンチームを圧倒的な力で翻弄した。その裏で、ジュダルのルナルティア基地進出のために協力し、彼の障害となるツェザーリ暗殺をジュダルと共謀、実行した。さらにビル・ハーヴェイの《時空転移装置（タイムマシン）》開発にも協力していた。しかし、最初の実験の後、もう自分だけでも可能だとビルを殺害し、タイムマシンを奪った。
その素性は約100万年前、惑星ノートルダムで宇宙進出のための宇宙船に乗った宇宙飛行士であったマリア・フローレンスという女性であった。恋人であったグレン・ハーヴァーと結ばれるため、彼の金銭的問題を解決するために、宇宙へ赴き、そこでサベージの襲撃を受け、脱出ポッドにてコールドスリープ状態で地球に不時着する。このとき負った傷からヴァリアントとなり、グレンから受け取った《お守り（アミュレット）》が槍に変化したことからその力を使い、サベージに対抗していた。百万年後にコールドスリープから目覚め、そこでまだ文明の発達していなかった地球人と接触し、彼らに知識を与えていくことになる。さらに、身に着けたヴァリアントウイルスを実験として集落の人間たちに口づけなどで渡していき、ヴァリアントウイルスに適正があることを知った。そんな中、恋人のグレンからの連絡で、ノートルダム星で5年間行方不明だった彼女の代わりに助手であったプレシアと結婚したこと、自分の事故によってサベージの研究が進みグレンの借金問題が解決したこと、彼らに子供ができたことが伝えられる。裏切られたと感じた彼女は何万年の時をかけても故郷に帰り彼らへの復讐を誓った。それ以降、地球人たちに知識を広めた後、コールドスリープによって時間をかけながら地球の文明と、自らを神として信仰する《神聖教会》を作り上げ、クメール王国の異教徒によるテロで当時の教皇を含めた信徒たちが殺される中、ヴァリアントの力でテロリストたちを殲滅したマリアがセリヴィア・ノートルダム・パウロ三世としてその教皇の地位に納まった。《第一次遭遇》にてサベージが襲来してきたときにはせっかく育てた地球人の滅亡、または自分の身の危機に戦慄したが、自分の秘密を明かす時期ではないと判断し、これを神からの試練ということで手を出さなかった。その時に飛来した隕石の欠片、ヴァリアブルストーンを調べ、それがグレンの《お守り》と同じ物質であること、ヴァリアブルストーンが反応した地球人たちが、かつて自分が実験でヴァリアントウイルスを渡した者たちの子孫であること、サベージが自らが使用していた力、センスエナジーに反応していることを知る。これにより地球人の技術が格段に進んだことから復讐のときが近づいたことを実感し、今の人類ならば乗り越えられると自らのセンスエナジーでサベージたちを招き、《第二次遭遇》を引き起こし、それを予言とした。人類が月へ進出した現在、リザやリトルガーデンの武芸者のエナジーを利用し、自らの故郷への帰還を目論む。
膨大なエナジーを誇るリザを手中に収めると共にクレアをハヤトへの恋心につけ込んでエミリアと戦わせて時間を稼ぐと共にフリッツやレイティアも一蹴する。しかし、復活したクレアがエリカと共に現れ、ハヤトとエミリアによって奪ったタイムマシンを破壊されて帰還が不可能になってしまうが、それでも諦めず、ついには過度のエナジー吸収によるヴァリアントウィルスの暴走でサベージ同然の状態となって文字通りの破壊神と化してしまう。復讐の執念だけで動く彼女は大量のエナジーで時空間を移動するが、時空間まで追ってきたハヤトとリザに敗れた。
その際に爆死したと思われたが、彼女の帰還への妄執にハンドレッドが反応し、身体の幼児化と全ての記憶の喪失で生還していた。
ルナルティア基地の事件解決後に彼女の素性は全て公表された。すぐには理解を得られなかったものの、過去の記録と残された毛髪や指紋から事実認定され、同時に神聖教会は彼女の母星の神を真の神とする新たな宗教の誕生や彼女が悪魔に操られたとして認めない信者達が現れる等の混乱が発生し、力を失う事となる。

### その他
アリー・ハーレフ
声 - 千菅春香
アルスラーム社の武芸者で、秦帝国でのサベージ掃討作戦に参加した。
ハヤトたちがリトルガーデンに帰還した後も、現地に残って掃討作戦を続行していたが、ヴィタリーが放った人工サベージに襲われた。
後に全世界武芸大会に、アルサラーム代表メンバーとして出場している。
ウェンディ・ベルベット
声 - 山下七海
リベリア軍の武芸者で、秦帝国でのサベージ掃討作戦に参加した。
ハヤトたちがリトルガーデンに帰還した後も、現地に残って掃討作戦を続行していたが、ヴィタリーが放った人工サベージに襲われた。
その後、全世界武芸大会の決勝戦中のサベージの襲来に、リトルガーデンのサポートとして参戦する。
アニメでは、人工サベージに襲われた後、何らかの手段でヴィタリーに操られ、彼女を手引きしていた。
ザイード・ハフマン
声 - 田所陽向
アルスラーム社の男性武芸者で、秦帝国でのサベージ掃討作戦に参加した。しかし、作戦中にクロヴァンたちに襲撃され、通信機で救援を求めるがクレアとの会話中に追いつかれ、倒されてハンドレッドを奪われた。

## 用語・設定
ハンドレッド
触れた人間によって様々な武器の形状に変化することから、百武装（ハンドレッド）と名付けられた特殊な石。その原材料は地球上に落下した隕石から削りだされた「ヴァリアブルストーン」と呼ばれる赤い鉱石である。
武芸者と呼ばれる特別な者だけが使用できる。
サベージ
南極大陸に巨大な隕石と共に落下した、人類を襲う謎の異種生命体。惑星ノートルダムにも出現している。
鋼のように硬い皮膚と、黄色い模様が特徴であり、姿は昆虫のようなかたちをしている。
ヴァリアントや武芸者との関連は不明だが、コアはヴァリアブルストーンとほぼ同質であり、ハンドレッドとしての加工も可能。
ヴァリアブルストーン
ハンドレッドの原料となる鉱石。サベージのコアとほぼ同じ構造をしており、武芸者やハンドレッドと同様各国のパワーバランスにも影響を及ぼす貴重な鉱物資源であり、金銭的にも高値で取引が行われる。
第一次遭遇（ファーストアタック）
宇宙より飛来した巨大な隕石が南極に落下する共にサベージが現れた事件のこと。その際に人類によって殲滅されたと思われていたが、それから3年後に再びサベージが出現する、「第二次遭遇（セカンドアタック）」が起きてしまう。
海上学園都市艦リトルガーデン
対サベージ用の拠点であり、ハンドレッドの研究開発と、それを用いて戦う武芸者の育成および開発製造も兼ねており、自走式のメガフロートによって運用されている。全長4000m、全幅1000m。
「ターミナル区画」、「ミリタリー区画」、「ファミリー区画」の3つに分かれている。
表向きは核融合を動力としているが、実際にはLiZAのエナジーが動力となっている。
リトルガーデン生徒会
リトルガーデンの初等部、中等部、高等部普通科、武芸者を育成するための高等部武芸科、いわばすべての学生を束ねる事実上の最高権力機関。代表はクレア・ハーヴェイ。
ヴァリアブルスーツ
武芸者がサベージとの抗戦の際に着用するスーツ。ハンドレッドの元となっている、ヴァリアブルストーンが繊維の中に混ぜ込まれており、ハンドレッドと同じように、エナジーに反応して形状が変化する。
センスエナジー
武芸者の身体から放たれる微粒子状の物質。これに反応してハンドレッドは形状が変化する。通称エナジー。
サベージのコアとヴァリアブルストーンからもこれが放出されており、サベージはこれに引き寄せられて出現する。
武芸者（スレイヤー）
ハンドレッドを用いてサベージと戦う者を指す。なおハンドレッドは隕石落下時に第二次性徴を迎えていなかった、限られたものにしか反応しないため、その構成は学生をはじめとした子供たちが中心である。
ヴァリアント
何らかの理由でサベージの体液を摂取、またはサベージの攻撃時に受けた傷口から体液が入った武芸者を指し、その因子は「ヴァリアントウィルス」と呼ばれる。従来の武芸者よりも強大な力を発揮するが、サベージの体液の成分が活性化すると好戦的な性格に変貌し、自制が利かなくなる。作中ではエミリアが幼少時にサベージから攻撃された際に傷口から感染、ハヤトはそのウィルスを吸い出そうとして彼女のウィルスを体内に取り込んだ。
ヴァリアントウィルス
サベージの体液に含まれる因子。普通の人間ならば死亡してしまうが、一部の人間はこれに身体が適応してヴァリアントとして覚醒する。ヴィタリーの研究によると、一次遭遇以来既に全人類が大なり小なり感染している模様。
ヴァリアントが通常の武芸者に移し、一時的に強大な戦闘力を発揮する事も可能。作中では男女ということもあって主にキスをすることで移している。ウィルスに異性を引きつける性質と共に手段が手段な為にウィルスを得た武芸者が相手を異性として強く意識する事が多く、ハヤトがクレアやサクラに好意を寄せられるのは本人の人柄以外にそれもある模様。ヴァリアント同士の場合には暴走を抑制する作用があると共に男女の場合には両者のウィルスが引き寄せ合う性質もあり、それも相まってハヤトとクレアは異常な接近をして、一線を越えかけた。ただし、通常の武芸者へのウィルス譲渡はどのような副作用があるか分からず、危険度が高い。
作中ではエミリアがハヤトの暴走を止める際に、クレアがハヤトの気持ちを求めると共にそのウィルスを求めてキスをしている。
PDA (Private Digital Assistant)
海上学園都市艦リトルガーデンで暮らすすべての者が所有している薄型の携帯端末、身分証明証にもなる。

## 既刊一覧
- 箕崎准（著）・大熊猫介（イラスト） 『ハンドレッド』 ソフトバンククリエイティブ→SBクリエイティブ〈GA文庫〉、全16巻
  1. 「ヴァリアント覚醒」2012年11月30日初版第一刷発行（11月15日発売[10]）、ISBN 978-4-7973-7192-5
  2. 「歌姫のラブソング」2013年3月31日初版第一刷発行（3月15日発売[11]）、ISBN 978-4-7973-7309-7
  3. 「赤き女王と囚われの荊姫」2013年7月31日初版第一刷発行（7月16日発売[12]）、ISBN 978-4-7973-7484-1
  4. 「ガーデンズ・クライシス」2013年12月31日初版第一刷発行（12月16日発売[13]）、ISBN 978-4-7973-7583-1
  5. 「デュアルアクト」2014年5月31日初版第一刷発行（5月15日発売[14]）、ISBN 978-4-7973-7715-6
  6. 「サード・アタック」2014年10月31日初版第一刷発行（10月15日発売[15]）、ISBN 978-4-7973-8039-2
  7. 「全世界武芸大会<上>」2015年3月31日初版第一刷発行（3月13日発売[16]）、ISBN 978-4-7973-8278-5
  8. 「全世界武芸大会<下>」2015年8月31日初版第一刷発行（8月12日発売[17]）、ISBN 978-4-7973-8469-7
    - ドラマCD付き限定特装版：2015年8月12日発売[18]、ISBN 978-4-7973-8424-6

  9. 「スモール・ビギニングス」2015年12月31日初版第一刷発行（12月15日発売[19]）、ISBN 978-4-7973-8603-5
  10. 「ドリーム・ソルジャー」2016年4月30日初版第一刷発行（4月15日発売[20]）、ISBN 978-4-7973-8693-6
    - ドラマCD付き限定特装版：4月15日発売[21]、ISBN 978-4-7973-8692-9

  11. 「リトル・フラグメンツ」2016年6月30日初版第一刷発行（6月15日発売[22]）、ISBN 978-4-7973-8716-2
    - 【クレア】グラフィグ付き限定特装版：2016年6月15日発売[23]、ISBN 978-4-7973-8717-9

  12. 「ハーヴェスト・タイム」2016年11月30日初版第一刷発行（11月15日発売[24]）、ISBN 978-4-7973-8985-2
  13. 「ノブレス・オブリージュ」2017年5月31日初版第一刷発行（5月15日発売[25]）、ISBN 978-4-7973-9279-1
  14. 「セーブ・ザ・ユニバース」2017年12月31日初版第一刷発行（12月15日発売[26]）、ISBN 978-4-7973-9525-9
  15. 「アタック・オン・ザ・ファクトリー」2018年7月31日初版第一刷発行（7月14日発売[27]）、ISBN 978-4-7973-9829-8
  16. 「キャッチ・ザ・フューチャー」2018年10月31日初版第一刷発行（10月11日発売[28]）、ISBN 978-4-7973-9915-8

## 漫画
ハンドレッド
『月刊ドラゴンエイジ』2013年12月号から2015年1月号まで連載。作画はSASAYUKi。単行本は連載終了後もしばらくの間発売されなかったが、アニメ化発表後の2015年8月に全2巻が同時に発売された。
1. 2015年8月8日発売、ISBN 978-4-04-070172-1
2. 2015年8月8日発売、ISBN 978-4-04-070661-0

ハンドレッド Radiant Red Rose
『月刊ComicREX』2016年5月号から2016年9月号まで連載。作画はおおのいも。クレア・ハーヴェイを主人公とするコミカライズ。
1. 2016年6月27日発売、ISBN 978-4-7580-6592-4

## テレビアニメ
2015年5月に開催されたイベント「GA文庫10周年アニバーサリーフェスタ！」にてアニメ化が発表され、2016年4月から6月までテレビ東京・AT-X・BSジャパンにて放送された。BSジャパンがテレビアニメの製作委員会に初めて参加する。

### スタッフ
- 原作 - 箕崎准[3]
- キャラクター原案 - 大熊猫介[3]
- 監督 - 小林智樹[3]
- シリーズ構成 - 白根秀樹[3]
- キャラクターデザイン・総作画監督 - 田中紀衣[3]
- メカデザイン - 森木靖泰[3]
- リトルガーデンデザイン - 宮武一貴[6]
- プロップデザイン - 枝松聖[6]
- アクション総作画監督 - 榎戸駿[3]
- エフェクト総作画監督 - 橋本敬史[3]
- 美術設定 - 工藤由美[3]
- 美術監督 - 齋藤幸洋[3]
- 色彩設計 - 山崎朋子[3]
- 撮影監督 - 口羽毅[3]
- 3Dディレクター - 渡辺哲也[3]
- 編集 - 丹彩子[3]
- 音響監督 - 藤田亜紀子[3]
- 音楽 - 鳴瀬シュウヘイ[3]
- 音楽制作 - DIVE II entertainment[3]
- 音楽プロデューサー - 村上貴志[3]
- プロデューサー - 田中宏幸[3]、高林庸介[3]、清水美佳[3]、岩花太郎[3]、福田順[3]、長瀬奈津子[3]、石井正記[3]、安藤盛治[3]、百田英生[3]、澤田祐造[3]、石垣毅[3]、竹澤太郎[3]
- アニメーションプロデューサー - 黄樹弐悠[3]、渡辺秀信[3]
- アニメーション制作 - プロダクションアイムズ[3]
- 製作 - ハンドレッド製作委員会[6]

### 主題歌
全作詞 - 藤林聖子 / 作曲・編曲 - 鳴瀬シュウヘイ。
オープニングテーマ「BLOODRED」
歌 - D-selections（小林竜之、澁谷梓希、若井友希、青山吉能、吉岡茉祐）
エンディングテーマ
「EYES ON ME」（第1話 - 第3話）
歌 - エミリア（大久保瑠美）&サクラ（吉岡茉祐）
「TABOOLESS」（第4話 - 第5話）
歌 - クレア（M・A・O）&リディ（衣川里佳）&エリカ（牧野由依）
「Hardy Buddy」（第7話 - 第9話）
歌 - レイティア（大坪由佳）&フリッツ（羽多野渉）
「Jewels Of Love」（第10話 - 第11話）
歌 - サクラ（吉岡茉祐）&カレン（奥野香耶）

劇中歌
「いつかあなたを・・・」（第6話）
歌 - 霧島サクラ（吉岡茉祐）
「SAND MIRAGE」（第10話）
歌 - 霧島サクラ（吉岡茉祐）
「SMILE FLOWERS」（第10、11話）
歌 - 如月カレン（奥野香耶）
「My Player」（第12話）
歌 - 霧島サクラ（吉岡茉祐） & 如月カレン（奥野香耶）

### 各話リスト
| 話数   | サブタイトル                           | 脚本                | 絵コンテ  | 演出       | 作画監督                                                |
| ------ | -------------------------------------- | ------------------- | --------- | ---------- | ------------------------------------------------------- |
| 第1話  | リトルガーデン                         | 白根秀樹            | 小林智樹  | 下司泰弘   | 小関雅 安田祥子                                         |
| 第2話  | 絶対無敵の女王（パーフェクトクイーン） | 白根秀樹            | 島津裕行  | 清水一伸   | 山田英子 谷口繁則 しまだひであき                        |
| 第3話  | ヴァリアント覚醒                       | 白根秀樹            | 小林智樹  | 駒屋健一郎 | 李明振 金正男 han sung hui                              |
| 第4話  | ボディーガード                         | 平林佐和子          | 島津裕行  | 徐恵眞     | 岡辰也 山村俊了                                         |
| 第5話  | イミテーション・ガール                 | 平林佐和子 白根秀樹 | なかの★陽 | 安藤健     | 津熊健徳 飯飼一幸 飯塚葉子 ヘバラキ                     |
| 第6話  | 歌姫のラブソング                       | 犬飼和彦            | 小林智樹  | 下司泰弘   | 安田祥子 松岡秀明 小関雅                                |
| 第7話  | 囚われの荊姫（いばらひめ）             | 大内珠帆            | 西島克彦  | 山本天志   | 北川大輔 小園菜穂                                       |
| 第8話  | 湖畔の夜                               | 白根秀樹            | 島津裕行  | 前園文夫   | 片山敬介 飯田清貴                                       |
| 第9話  | 新種（ドラゴンタイプ）                 | 犬飼和彦            | 島津裕行  | 下司泰弘   | 田中紀衣 小関雅 安田祥子 國行由香里 小和田良博 竹谷徹平 |
| 第10話 | 学園祭（フェスタ）                     | 大内珠帆            | なかの★陽 | 村上勉     | 山田英子 福永純一 吉田功介 谷口繁則                     |
| 第11話 | ガーデンズ・クライシス                 | 犬飼和彦            | 島津裕行  | 徐恵眞     | 山村俊了 眞部周一郎 岡辰也 竹谷徹平                     |
| 第12話 | 仲間                                   | 白根秀樹            | 小林智樹  | 小林智樹   | 田中紀衣 小関雅 滝川和男 安田祥子 佐藤このみ            |

### 放送局
| 放送期間                | 放送時間                     | 放送局     | 対象地域   | 備考                                       |
| ----------------------- | ---------------------------- | ---------- | ---------- | ------------------------------------------ |
| 2016年4月5日 - 6月21日  | 火曜 2:05 - 2:35（月曜深夜） | テレビ東京 | 関東広域圏 | 製作委員会参加                             |
|                         | 火曜 23:30 - 水曜 0:00       | AT-X       | 日本全域   | CS放送 / リピート放送あり / 製作委員会参加 |
| 2016年4月10日 - 6月26日 | 日曜 0:00 - 0:30（土曜深夜） | BSジャパン | 日本全域   | BS放送 / 製作委員会参加                    |

### BD / DVD
| 巻 | 発売日         | 収録話          | 規格品番   | 規格品番   |
| 巻 | 発売日         | 収録話          | BD初回版   | DVD初回版  |
| -- | -------------- | --------------- | ---------- | ---------- |
| 1  | 2016年6月24日  | 第1話 - 第2話   | EYXA-10941 | EYBA-10935 |
| 2  | 2016年7月29日  | 第3話 - 第4話   | EYXA-10942 | EYBA-10936 |
| 3  | 2016年8月26日  | 第5話 - 第6話   | EYXA-10943 | EYBA-10937 |
| 4  | 2016年9月30日  | 第7話 - 第8話   | EYXA-10944 | EYBA-10938 |
| 5  | 2016年10月28日 | 第9話 - 第10話  | EYXA-10945 | EYBA-10939 |
| 6  | 2016年11月25日 | 第11話 - 第12話 | EYXA-10946 | EYBA-10940 |

### Webラジオ
『ハンドレッドRADIO 100MHz』のタイトルで音泉にて配信されていたWebラジオ。2016年3月21日にプレ配信、同年4月11日から6月20日まで毎週月曜日、7月4日から8月1日まで隔週月曜日に配信され、10月23日に行われた公開録音の模様が10月24日と11月21日に配信された。以下の記述は特記が無い限りは公式サイトの内容に基づく。

#### パーソナリティー
- 大久保瑠美（エミール・クロスフォード 役）
- M・A・O（クレア・ハーヴェイ 役）

#### ゲスト
- 第02、12回：長谷川芳明（如月ハヤト 役）
- 第04、10、CD新規収録回：奥野香耶（如月カレン 役）
- 第06、10、CD新規収録回：吉岡茉祐（霧島サクラ 役）
- 第11回：衣川里佳（リディ・スタインバーグト 役）
- 第14回：大坪由佳（レイティア・サンテミリオン 役）

#### コーナー
- スレイヤーからの伝言 - 出演者への質問、作品や番組への感想など、特定のテーマに属さないメールのコーナー。
- ハンドレッド クエスチョン - 作品タイトルにちなみ、作品や、パーソナリティへの質問を募集し、最終回までに100問の回答数を目指すコーナー。
- 至急、生徒会長室に来なさい！ - リスナーに反省したいエピソードを送ってもらい、本編のキャラクターであるクレアとして、M・A・Oが叱るコーナー。
- 百人(ハンドレッド)一首 - リスナーから川柳を送ってもらい百首の川柳の完成を目指すコーナー。
- ハヤトは思わず心の中で呟いた - 原作がライトノベルであることに因み、実際に登場する一文「ハヤトは思わず心の中で呟いた」に続く文章を100文字以内の作品として募集するコーナー。

#### ラジオCD
ラジオCD「ハンドレッドRADIO 100MHz」全話セット
プレ放送から、レギュラー放送最終回である第14回迄の音声と、新規撮りおろし回の収録された二枚のCDで構成されている。
発売に際し、コミケ90と音martでは特典として、10月23日に開催されたイベント「ラジオCD「ハンドレッドRADIO 100MHz」全話セット発売記念～ラジオ公開録音に百武装展開！」への参加申込券が用意された。
また、初回封入特典として、特設サイトで動画を閲覧できるシリアルナンバーが添付されている。
仕様
CD二枚組み。
- DISC1:オーディオCD - 新規録りおろしラジオ
- DISC2:データCD-ROM - ラジオアーカイブ第0回～第14回をMP3形式で収録。

発売/販売元
- タブリエ・コミュニケーションズ

商品番号/JANコード
- TBZR-0681/0682 / 4531894674009

### ゲーム
ハンドレッド パズル武芸者（）
2016年3月6日より配信されているスマートフォン専用のブラウザゲーム。パズルゲームとなっていて、利用無料。アイテムなどの課金もないが、Twitterアカウントが必須となる。現在はサービス終了。
ハンドレッド
2016年5月18日より事前登録され、翌月に正式サービスがフィーチャーフォン用およびスマートフォン用のGREEにて配信開始されたソーシャルゲーム。カードが主で、描き下ろしイラストが採用されているカードもある。年齢制限あり。アイテム課金制。2022年1月14日にサービス終了。